# Dragova, Neamț
Dragova (în trecut, Cotreanța) este un sat în comuna Cândești din județul Neamț, Moldova, România.